# Лимонники
Лимо́нники — село в Красноармейском районе Приморского края. Входит в состав Измайлихинского сельского поселения.

## География
Село Лимонники стоит в верховьях реки Маревка, при впадении в неё слева реки Нижняя Лимониха.
От села Лимонники на запад идёт дорога к сёлам Измайлиха и Метеоритный, до Измайлихи около 30 км, на юго-восток — к селу Рощино, до села около 45 км.
От села Лимонники на восток идёт дорога к посёлку Восток, расстояние около 95 км.
Расстояние до районного центра Новопокровка (через Измайлиху, Метеоритное, Лукьяновку и Гончаровку) около 80 км.
Расстояние до Новопокровки через Рощино около 76 км.

## История
До 1972 года село носило китайское название Тунгача. Переименовано после вооружённого конфликта за остров Даманский.

## Население
| 2002 | 2010 |
| ---- | ---- |
| 252  | ↘176 |

## Улицы
| - ул. 50 лет Октября, - пер. Зелёный, - ул. Молодёжная, | - ул. Набережная, - пер. Тихий, - ул. Центральная. |

## Экономика
Жители занимаются сельским хозяйством.